# Dragan Jovanović
Dragan Jovanović (serbe : Драган Јовановић) (né le 29 septembre 1903 à Belgrade dans le royaume de Serbie et mort le 2 juin 1936 dans la même ville) était un joueur de football serbe.